# Epidendrum coryophorum
Epidendrum coryophorum là một loài thực vật có hoa trong họ Lan. Loài này được (Kunth) Rchb.f. mô tả khoa học đầu tiên năm 1862.